# Benjamin Mullen
Benjamin Mullen, född 11 december 1987, är en svensk friidrottare (kortdistans- och häcklöpning) tävlande för Turebergs FK. Han vann SM-guld på 400 meter år 2016.
Utöver friidrott så spelar han även baseboll på elitnivå i  Stockholm Monarchs

## Personliga rekord
| Utomhus - 200 meter – 23,09 (Sundsvall 28 juli 2013) - 300 meter – 35,30 (Göteborg 13 juni 2014) - 400 meter – 47,12 (Sollentuna 27 augusti 2016) - 400 meter – 47,73 (Hayward, Kalifornien USA 26 maj 2013) - 400 meter häck – 51,83 (Göteborg 1 juli 2016) - 400 meter häck – 53,54 (Modesto, Kalifornien USA 9 maj 2008) | Inomhus - 60 meter – 7,17 (Sätra 20 januari 2018) - 200 meter – 22,39 (Uppsala 7 januari 2018) - 400 meter – 49,55 (Reykjavik, Island 4 februari 2017) - 800 meter – 1:57,98 (Korsholm, Finland 4 februari 2015) - 800 meter – 1:58,06 (Sätra 15 februari 2015) - Längd – 6,51 (Gävle 18 februari 2018) |

### Fotnoter
1. ↑  ”Stora SM 2016”. Arkiverad från originalet den 23 augusti 2017. https://web.archive.org/web/20170823210252/http://212.247.216.72/friidrott/sm16/Resultat.php. Läst 1 november 2016.
2. 1 2 3 4 5 6 7 8 9 10  ”Personsida på IAAF:s webbplats” (på engelska). iaaf.org. https://www.iaaf.org/athletes/sweden/benjamin-mullen-312369. Läst 13 oktober 2018.
3. ↑   https://stats.baseboll-softboll.se/en/events/2024-elitserien-baseboll/teams/30158/players/437821
4. 1 2 3  ”Personsida på European Athletics' webbplats” (på engelska). european-athletics.org. http://www.european-athletics.org/athletes/group=m/athlete=101930-mullen-benjamin/index.html. Läst 13 oktober 2018.